# Эйлер, Ульф фон
Ульф Сванте фон Эйлер (швед. Ulf Svante von Euler; 7 февраля 1905, Стокгольм — 9 марта 1983, там же) — шведский физиолог и фармаколог, лауреат Нобелевской премии по физиологии и медицине 1970 года «за открытия, касающиеся гуморальных передатчиков в нервных окончаниях и механизмов их хранения, выделения и инактивации». Эйлер открыл простагландин и норадреналин.
В 1965—1975 годах — председатель фонда Нобеля. В 1965—1971 годах — вице-президент International Union of Physiological Sciences. Член Шведской и Датской королевских АН, Леопольдины и Американского философского общества, иностранный член Лондонского королевского общества (1973). Почётный доктор, в частности, Эдинбургского и Мадридского университетов.
Ульф фон Эйлер был сыном Ханса фон Эйлер-Хелпина, члена Королевской шведской академии наук, иностранного члена АН СССР. Также он является потомком великого математика Леонарда Эйлера.

## Награды
- Carl Ludwig Medaille (Германия, 1953)
- Международная премия Гайрднера (1961)
- Премия Андерса Яре по медицине[норв.] (1965)
- Stouffer Prize (США, 1967)
- Schmiedeberg Plaquette (Германия, 1969)
- La  Madonnina (Италия, 1970)